# Soubor čtyř větracích komínů Letenského tunelu
Soubor čtyř větracích komínů Letenského tunelu je stavba v Praze 7-Holešovicích v ulici Kostelní. Od 6. října 2003 je chráněna jako nemovitá kulturní památka České republiky.

## Historie
Roku 1969 obložil výtvarník Zdeněk Sýkora (1920–2011) čtyři odvětrávací komíny od architekta Josefa Kalese černobílou mozaikou. Čtyři nestejně vysoké hranoly větracích komínů na obdélném půdorysu jsou umístěné vždy po dvou za sebou. Jejich delší strany zdobí mozaika od Zdeňka Sýkory, viditelné při pohledu z ulice Kostelní a z prostoru před Národním technickým muzeem.
Mozaiku tvoří černobílá struktura, která je složená z generovaných geometrických elementů. Je ojedinělou ukázkou neokonstruktivismu v českém výtvarném umění 60. let 20. století a zapojení výtvarného umění do běžného života. Vznikla v nejdůležitějším období vlastní Sýkorovy umělecké tvorby propojením malířské práce s počítačem; variace této kombinatorické struktury složené z několika elementů jsou nekonečné.